# 151590 Fan
151590 Fan è un asteroide della fascia principale. Scoperto nel 2002, presenta un'orbita caratterizzata da un semiasse maggiore pari a 2,3623115 UA e da un'eccentricità di 0,0626473, inclinata di 7,58557° rispetto all'eclittica.